# Bunte Republik Neustadt
Die Bunte Republik Neustadt (BRN) war eine von 1990 bis 1993 bestehende Mikronation im Dresdner Stadtteil Äußere Neustadt. Seither findet sie sich als Stadtteilfest im Juni der weiteren Jahre wieder.

## Geschichte
Für die Zeit vom 22. bis 24. Juni 1990 wurde die Bunte Republik Neustadt proklamiert und in einem großen Stadtteilfest gefeiert.
„Die Idee zur Bunten Republik entstand eines Nachmittags in der Bronxx, das war eine Kneipe in der Alaunstraße, in einer Schwatzrunde. Da haben wir das Ding innerhalb von zwei, drei Monaten aus dem Boden gestampft.“ (Gregor Kunz, Monarch der 1. BRN)
Eine „ordentliche provisorische Regierung“ wurde gebildet, geleitet von einem „Monarchen ohne Geschäftsbereich“ und Ministern für „Wehrkraftzerfetzung“, „Pfuinanzen und andere Kirchenfragen“, „Unkultur und Unterseeboote“ sowie weitere. Die Regierung forderte den Anschluss an den Vatikan, gab eine Regierungserklärung ab und erließ Dekrete. Die Grenzen der Bunten Republik Neustadt wurden mit einem weißen Strich auf der Straße markiert und umfassten das Karree Bautzner Straße, Königsbrücker Straße, Bischofsweg, Prießnitzstraße. An den Eingängen prangten Schilder mit der Aufschrift:
„Hier beginnt das freie Territorium der Bunten Republik Neustadt.“
Als Zahlungsmittel kreierten die Aktionisten die „Neustadtmark“. Diese konnte in Wechselstuben mit dem Wechselkurs zur „Ostmark“ von 1:1 und zur „Westmark“ von 1:2 eingetauscht werden.
Auf der eigens kreierten Flagge prangte auf schwarz-rot-gelbem Grund ein Micky-Maus-Kopf in einem Ährenkranz, wie er auf dem Staatswappen der DDR zu finden war.
Die erste BRN fand vom 22. bis 24. Juni 1990 statt. 1993 löste sich die „provisorische Regierung“ auf, indem sie in der Elbe baden ging – ein doppeldeutiger ironischer Verweis auf den damaligen Zustand des Gewässers. Die BRN als Stadtteilfest der Äußeren Neustadt ist geblieben, entfernte sich mit den Jahren zunehmend von politischen Inhalten. Es gab mehrere Versuche, die Veranstaltung durch Trägervereine auszurichten. Dies scheiterte mehrfach, insbesondere durch die Auflagen der Stadt Dresden und auftretende Eskalationen zwischen gewaltbereiten Personen aus der linken und rechten Szene. Insbesondere in den Jahren 2001 und 2002 kam es zu bundesweiten Negativschlagzeilen aufgrund von Gewalttätigkeiten. Nachdem die BRN in den Jahren 2003 bis 2006 weitgehend friedlich verlaufen war, wurden 2007 bei nächtlichen Ausschreitungen zwölf Polizisten verletzt.

## Charakter seit 2000

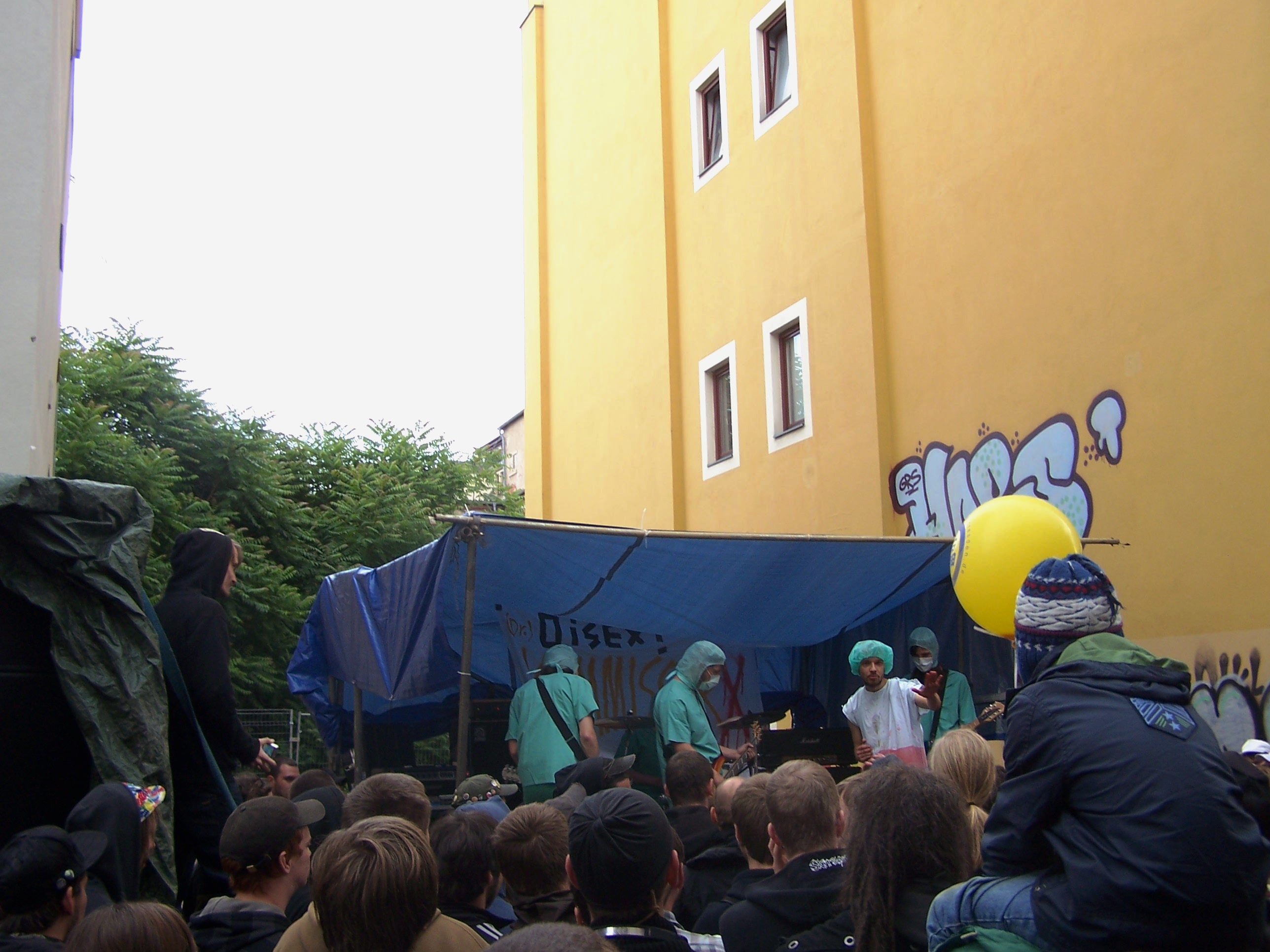
Live-Musik verschiedener Stilrichtungen auf zahlreichen kleinen Bühnen (2008)

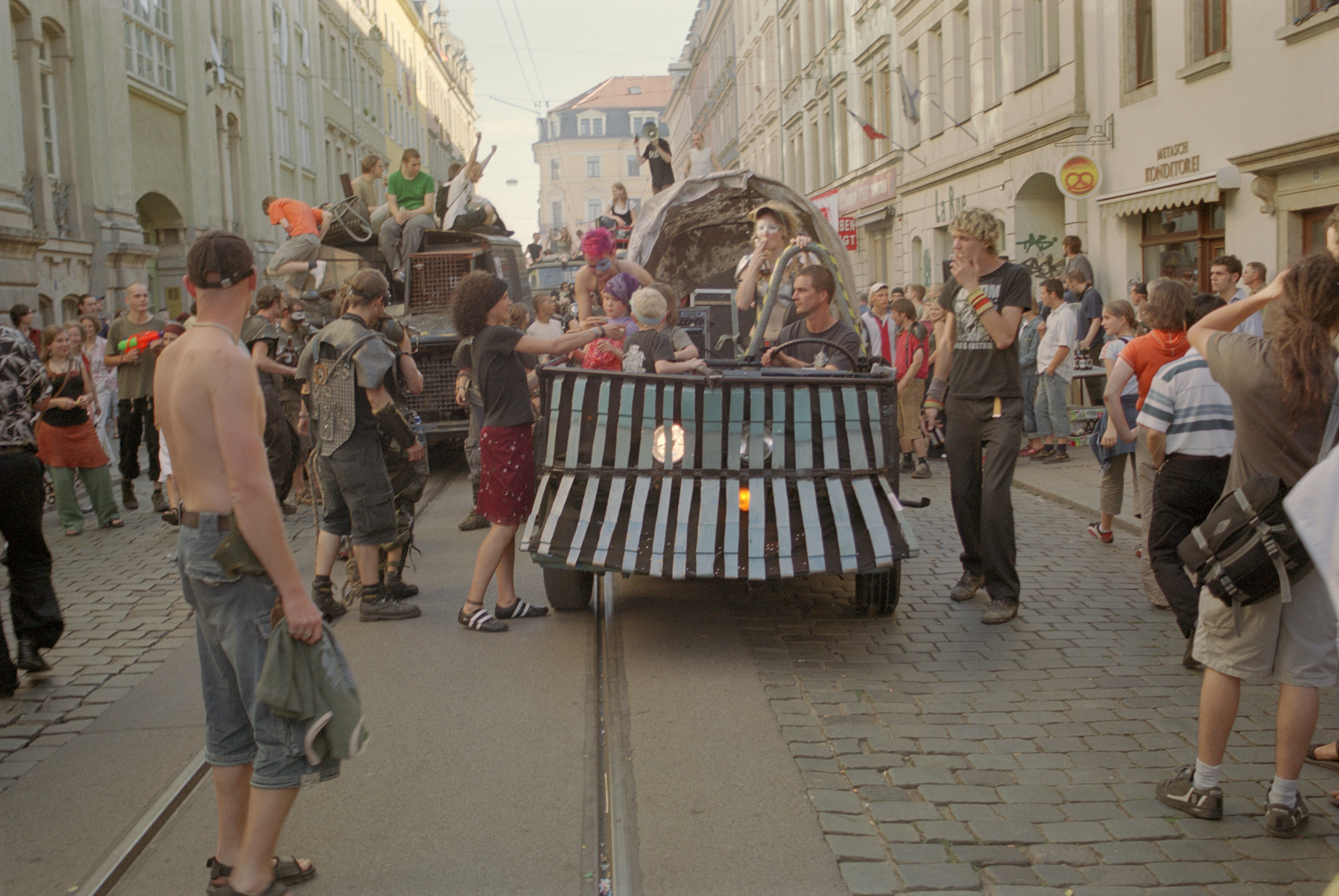
Umzug auf der BRN 2005

Seit 2002 wird das Stadtteilfest ohne einen Gesamtveranstalter ausgerichtet, die beteiligten Personen und Lokale melden Einzelveranstaltungen mit einem Formular bei der Stadt an. Aufgrund der vorausgegangenen Gewalttätigkeiten wurde die BRN von einer umfangreichen Polizeipräsenz begleitet, das Fest wurde mit den Jahren wieder friedlicher. Trotz zahlreicher kommerzieller Veranstalter konnten sich Privatinitiativen ohne kommerzielle Interessen erhalten. Diese waren von Beginn ein wesentliches Merkmal der BRN. Die Zahl der von außen kommenden Veranstalter ist rückläufig, da beantragte Nutzungsflächen nur noch an Anwohner vergeben werden. Insbesondere die Talstraße ist frei von kommerziellen Angeboten und bietet traditionell Betätigungen für kleine und große Kinder.
Das Gebiet der BRN ist während des Festes für fahrenden und ruhenden Verkehr gesperrt. Entlang der Görlitzer/Rothenburger Straße fand bis in die 2000er Jahre regelmäßig ein Umzug aus skurrilen, selbstgebauten Fahrzeugen, begleitet von Musik und Tanz, statt. Im Jahre 2006 besuchten in der Zeit vom 16. bis 18. Juni über 150.000 Besucher das Neustädter Stadtteilfest. Am 12. Dezember 2010 wurde das BRN-Museum im Stadtteilhaus Neustadt, Prießnitzstraße 18 eröffnet. Es beherbergt Ausstellungsstücke aus 20 Jahren BRN-Geschichte.
Im Juni 2015 wurde das 25. Straßenfest seit der Gründung gefeiert. Im Jahre 2016 erhielt die BRN ein neues Sicherheitskonzept, bei dem die Kreuzungen frei von Bühnen und Verkaufsständen bleiben mussten. Dies entlastete die besonders am Freitag- und Samstagabend durch Menschenmassen überfüllten Kreuzungen rund um die Louisenstraße, auf der in den Jahren zuvor zu Hauptzeiten kaum ein Durchkommen war. Von 2016 an war das Straßen- und Tiefbauamt für die Genehmigung der Stände und Bühnen zuständig. Im Folgejahr begann die Ausschreibung ungewöhnlich spät, erst sechs Wochen vor Beginn standen Anmeldeformulare zur Verfügung. Genehmigungen gingen zum Teil erst wenige Tage vor Beginn der BRN ein und viele etablierte, kulturelle Bühnen wurden zunächst nicht erlaubt – wohl aber kommerzielle Stände wie Bierwagen.
Das 30-jährige Jubiläum der BRN musste 2020 ausfallen, da das Stadtteilfest wegen der Allgemeinverfügung des Landes Sachsen zur Corona-Pandemie abgesagt wurde. Es gab lediglich einige kleinere Feierlichkeiten, jedoch ohne merklichen Unterschied zu einem beliebigen anderen Wochenende unter dem Eindruck der allgemeinen Kontaktbeschränkungen. Der Stadtteilhaus Dresden-Äußere Neustadt e. V. hat in einem dreitägigen Livestream die drei Jahrzehnte der BRN auf Youtube virtuell Revue passieren lassen.

## Impressionen

1991
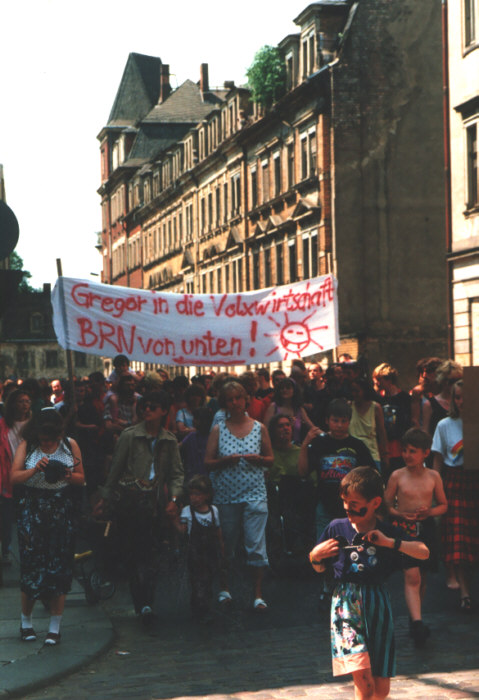
Demonstration während der BRN 1991

2006
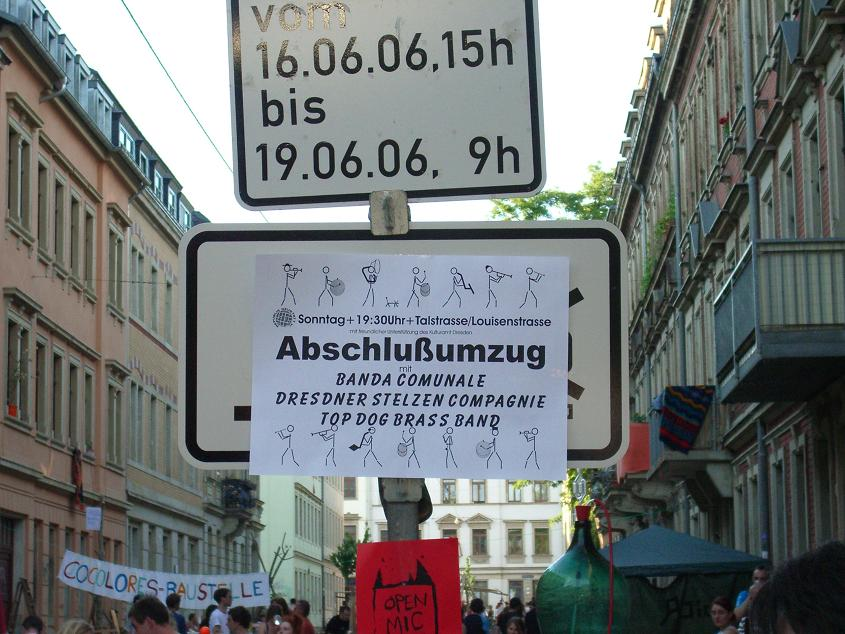
Ankündigung Abschlussumzug
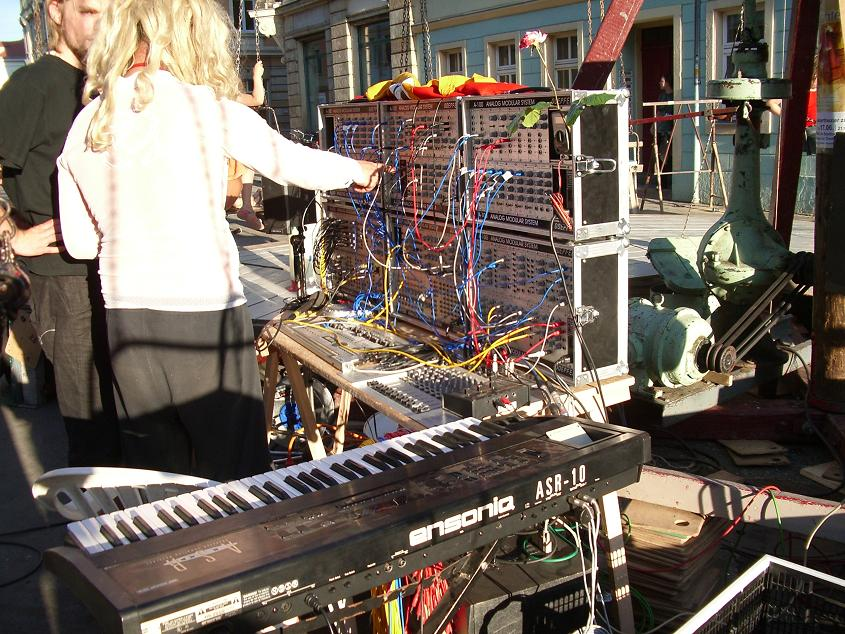
Analoger Synthesizer
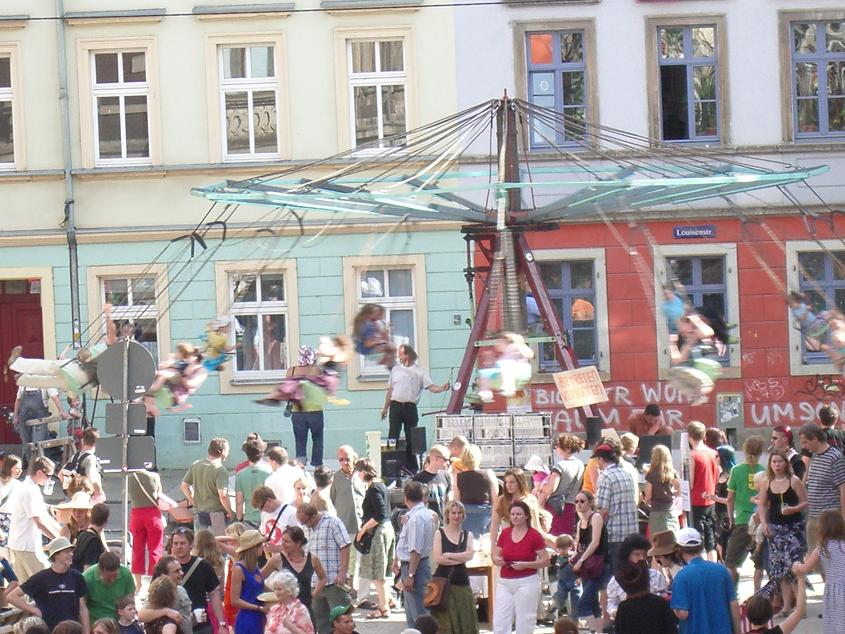
Historisches Kettenkarussell

2007
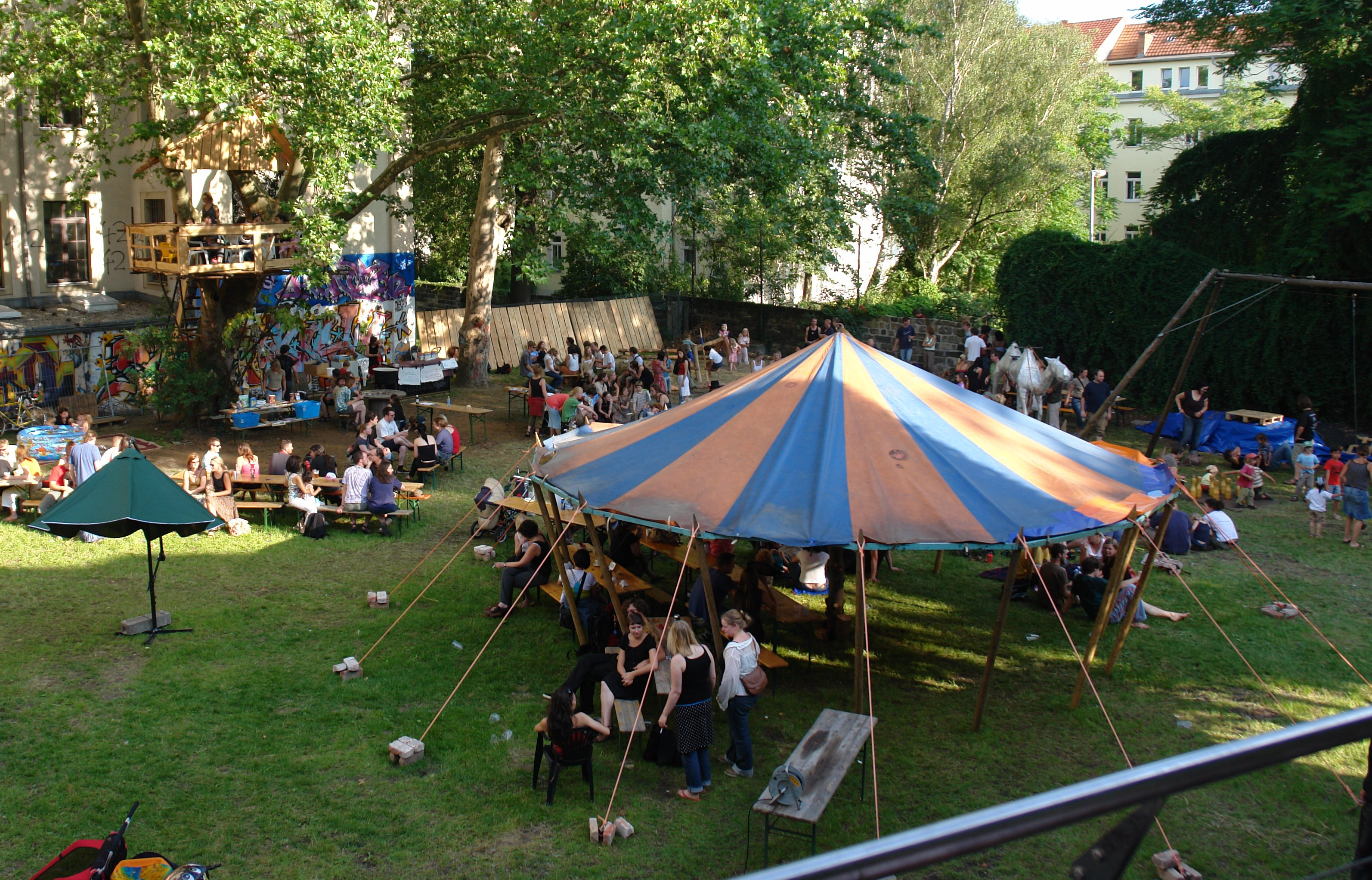
Festwiese hinter der "Scheune"
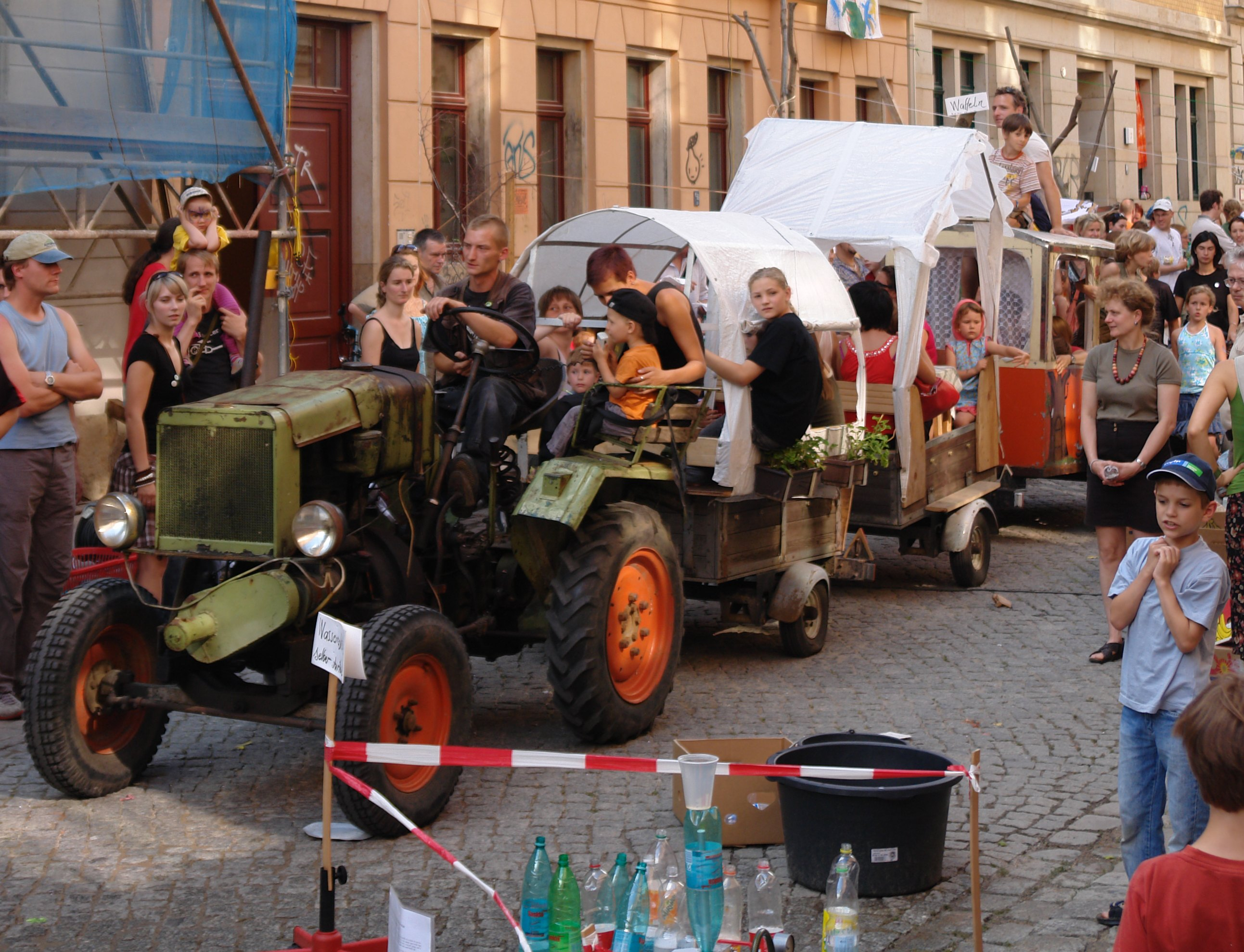
Rundfahrten mit 80 Jahre altem Traktor (Talstraße)
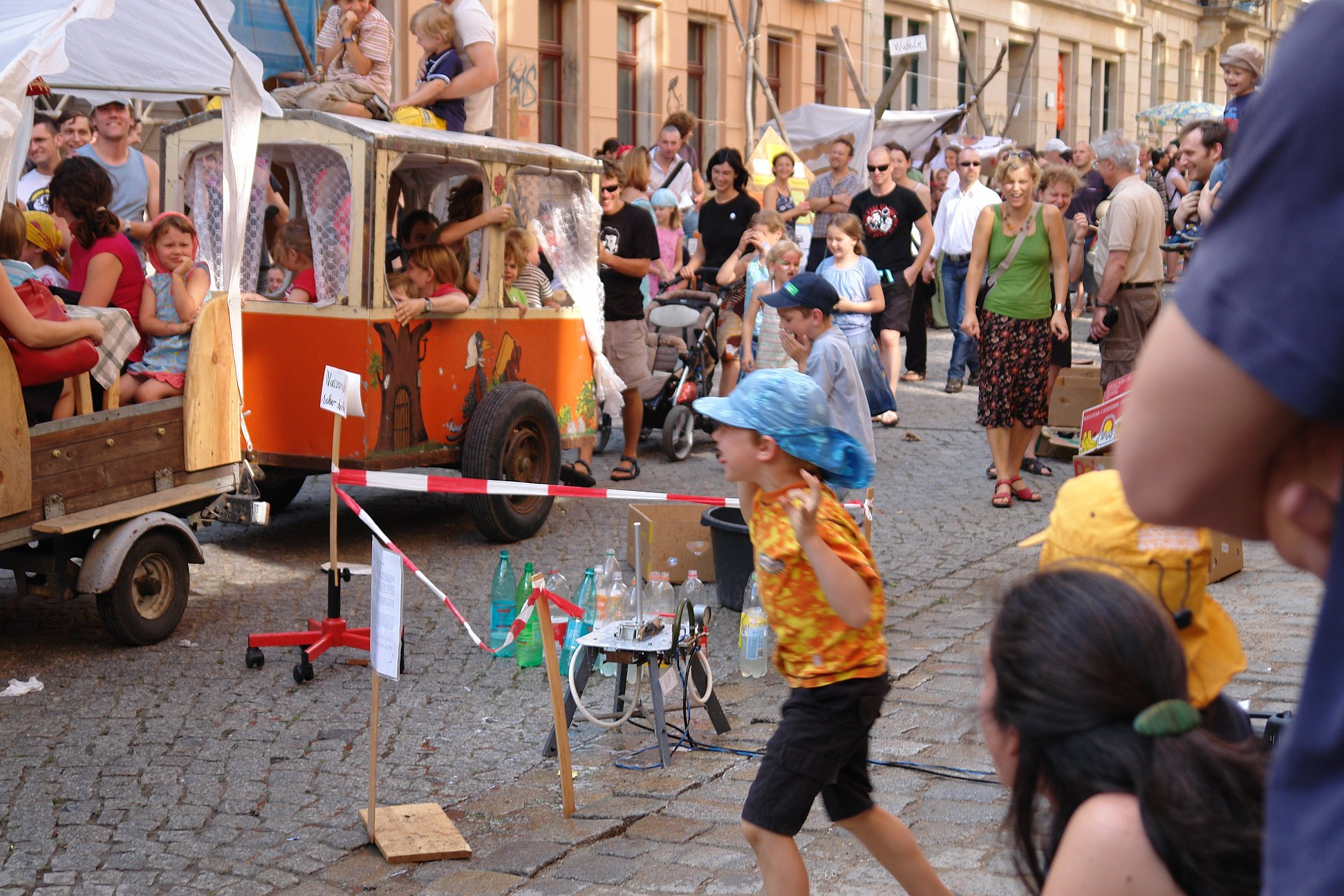
Reaktionen nach dem Start einer Kaltwasserrakete

2016
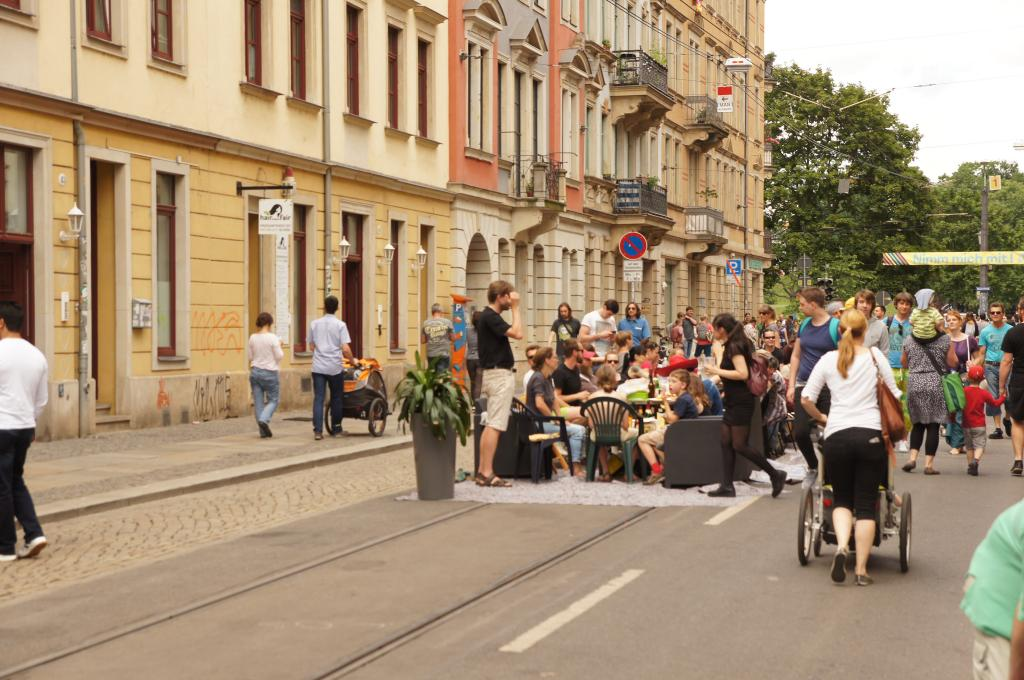
Sonntagsfrühstück (Görlitzer Straße)
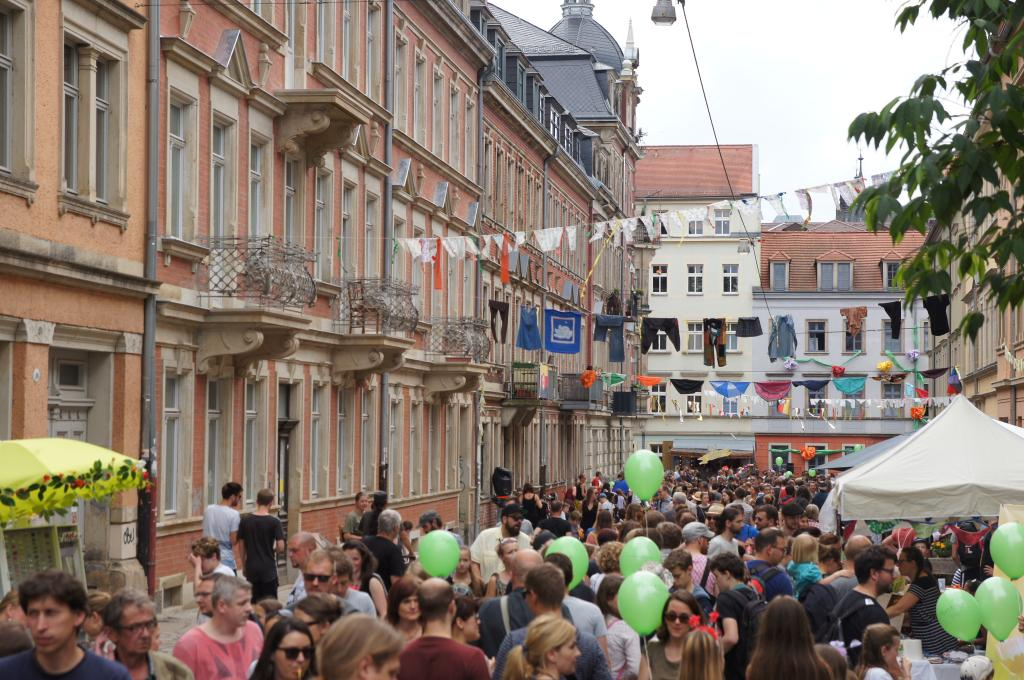
Talstraße
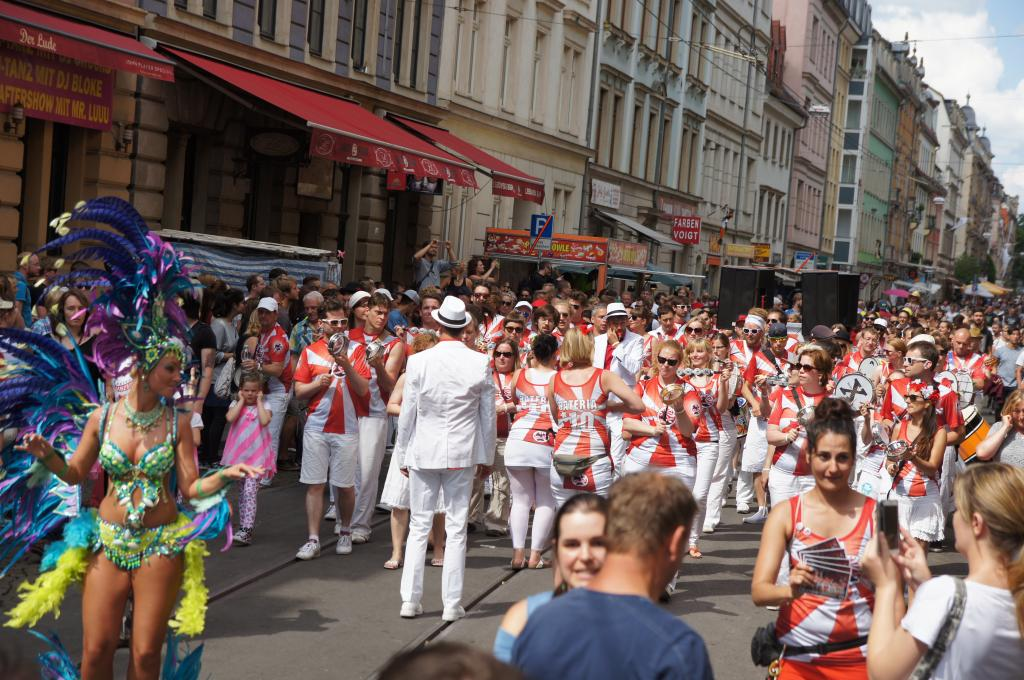
Musikkapelle (Alaunstraße)